# Casper Reardon
Casper Reardon (* 15. April 1907 in Little Falls, New York; † 9. März 1941 in New York City) war ein US-amerikanischer klassischer und Jazz-Harfenist.
Casper Reardon studierte klassische Harfe am Curtis Institute of Music und arbeitete danach beim Philadelphia Orchestra sowie dem Cincinnati Symphony Orchestra, wirkte jedoch auch auf Plattenaufnahmen von Jack Teagarden für das Jazzlabel Brunswick Records (Junk Man, 1934) mit und unternahm Versuche, die Harfe musikalisch in ein Jazzorchester zu integrieren. 1937 hatte er eine Filmrolle als „Cousin Caspar“ in dem Film You’re a Sweetheart. 1938 spielte er die Harfe im Broadway-Musical I Married an Angel.
Reardon nahm Platten mit Paul Whiteman auf und war auch Mitglied der Band von Teagarden, die 1946 im Jazz-Club (und Steak-Restaurant) Hickory House verpflichtet war. Er gilt als der erste Musiker, der die Harfe als Jazz-Instrument einsetzte und vor dem Modern Jazz auch als der einzige männliche Harfenist von Bedeutung. Im Time Magazine von 1936 wurde Reardon als „World's Hottest Harpist“ bezeichnet.

## Auswahldiskographie
- Jack Teagarden: A Hundred Years from Today (Conifer, 1931–34), 1934–1939 (Classics)
- Paul Whiteman: The Famous Paul Whiteman (RCA, 1920–36)